# Loreta Lulaj
Loreta Lulaj (24 juni 2003) is een Kosovaars-Duits voetbalspeelster. Ze komt uit voor het Duitse VfR Warbeyen en het Kosovaars vrouwenvoetbalelftal.

## Clubcarrière
Lulaj begon haar voetbalcarrière in de jeugdopleiding van FC Bayern München.
Vanaf 2021 kwam ze voor FC Ingolstadt uit in de Tweede Bundesliga. In december 2022 sloot ze zich aan bij RB Leipzig. Vanwege persoonlijke omstandigheden keerde ze na een maand terug bij FC Ingolstadt. Na drie seizoenen voor deze club uit ze zijn gekomen, keerde ze terug naar München waar ze onderdeel werd van FFC Wacker München. In 2025 maakte Lulaj de overstap naar VfR Warbeyen.

## Statistieken
| Seizoen   | Club          | Land      | Competitie        | Wedstrijden | Doelpunten |
| --------- | ------------- | --------- | ----------------- | ----------- | ---------- |
| 2020/2021 | FC Ingolstadt | Duitsland | Tweede Bundesliga | 3           | 0          |
| 2021/22   | FC Ingolstadt | Duitsland | Tweede Bundesliga | 17          | 0          |
| 2022/23   | FC Ingolstadt | Duitsland | Tweede Bundesliga | 4           | 0          |
| Totaal    | Totaal        | Totaal    | Totaal            | 24          | 0          |

Bijgewerkt t/m 23 mei 2025.

## Interlandcarrière
Lulaj maakte in 2020 op zeventienjarige leeftijd haar debuut voor het Kosovaars voetbalelftal. Met haar land kwam ze uit in de kwalificatiereeksen voor het WK 2023, het EK 2025 en de Nations League 2025.